# Volta a Suïssa 1937
La Volta a Suïssa 1937 és la 5a edició de la Volta a Suïssa. Aquesta edició es disputà del 31 de juliol al 7 d'agost de 1937, amb un recorregut de 1468 km distribuïts en 8 etapes. L'inici i final de la cursa fou a Zúric. El vencedor final fou el suís Karl Litschi, seguit pels també suïssos Leo Amberg i Walter Blattmann. Litschi també guanyà la classificació de la muntanya, mentre Suïssa fou el millor equip.

## Etapes
| Etapa | Data         | Recorregut           | Km  | Vencedor d'etapa          | Líder de la general |
| ----- | ------------ | -------------------- | --- | ------------------------- | ------------------- |
| 1a    | 31 de juliol | Zúric - Coira        | 233 | Leo Amberg (SUI)          | Leo Amberg (SUI)    |
| 2a    | 1 d'agost    | Coira - Bellinzona   | 127 | Leo Amberg (SUI)          | Leo Amberg (SUI)    |
| 3a    | 2 d'agost    | Bellinzona - Lucerna | 175 | Paul Egli (SUI)           | Leo Amberg (SUI)    |
| 4a    | 3 d'agost    | Lucerna - Sion       | 197 | Georges Christiaens (BEL) | Karl Litschi (SUI)  |
| 5a    | 4 d'agost    | Sion - Interlaken    | 170 | Karl Litschi (SUI)        | Karl Litschi (SUI)  |
| 6a    | 5 d'agost    | Interlaken - Lausana | 171 | Leo Amberg (SUI)          | Karl Litschi (SUI)  |
| 7a    | 6 d'agost    | Lausana - Solothurn  | 185 | Georges Christiaens (BEL) | Karl Litschi (SUI)  |
| 8a    | 7 d'agost    | Solothurn - Zúric    | 210 | Emil Kijewski (GER)       | Karl Litschi (SUI)  |

## Classificació final
| Pos. | Ciclista                  | Equip   | Temps       |
| ---- | ------------------------- | ------- | ----------- |
| 1    | Karl Litschi (SUI)        | Suïssa  | 43h 29' 01" |
| 2    | Leo Amberg (SUI)          | Suïssa  | + 11' 19"   |
| 3    | Walter Blattmann (SUI)    | Suïssa  | + 20' 22"   |
| 4    | Enrico Mollo (ITA)        | Itàlia  | + 27' 22"   |
| 5    | Robert Zimmermann (SUI)   | Suïssa  | + 28' 45"   |
| 6    | Werner Buchwalder (SUI)   | Suïssa  | + 29' 10"   |
| 7    | Cesare del Cancia (ITA)   | Itàlia  | + 30' 36"   |
| 8    | Paul Egli (SUI)           | Suïssa  | + 38' 02"   |
| 9    | Georges Christiaens (BEL) | Bèlgica | + 38' 41"   |
| 10   | Kurt Stettler (SUI)       | Suïssa  | + 49' 48"   |